# Nadejda (1800)
Pour les articles homonymes, voir Nadejda.

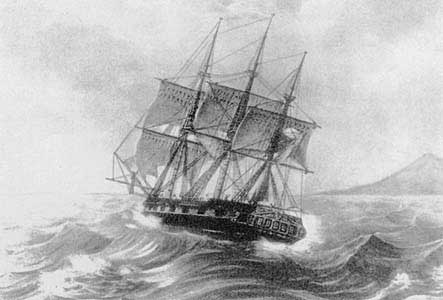
Gravure représentant la Nadejda

La Nadejda (en russe Надежда, ce qui signifie « Espérance ») est une frégate russe de 450 tonnes qui fit le premier tour du monde commandé par l'Empire russe en 1803-1806, sous le commandement du capitaine von Krusenstern (1770-1846). Construite en 1800 sous le nom de HSM Leander, elle a été achetée à Londres. C'est un trois-mâts qui comprend seize canons et quatre-vingt-un hommes d'équipage.
Le navire quitte Londres en mai 1803, accompagné d'une autre frégate, la Néva, commandée par le lieutenant-capitaine Lisianski sous les ordres de Krusenstern, pour se rendre dans la Baltique et gagner Kronstadt. Les deux navires partent de Kronstadt le 7 août 1803. L'expédition accueille à bord Nikolaï Rezanov chargé par les Affaires étrangères de nouer des relations - si possible - avec l'Empire japonais, et une équipe scientifique composée de savants, dont le médecin-naturaliste Wilhelm Gottlieb von Tilesius von Tilenau, le baron von Langsdorff, également naturaliste, et l'astronome Johann Kaspar Horner.
L'expédition traverse l'océan Atlantique par Tenerife et atteint le Brésil à Santa Catarina. La Nadejda passe le cap Horn le 3 mars 1804, s'arrête aux îles Marquises et à l'archipel d'Hawaï, puis jette l'ancre pour une mission d'exploration et de cartographie dans le Kamtchatka et le détroit de Béring. En se rendant au Japon, l'expédition essuie un typhon et les navires en ressortent endommagés. En arrivant à Nagasaki, fin septembre 1804, les officiers et l'équipage sont retenus prisonniers à bord par les autorités japonaises, tandis qu'une flottille de trente-deux jonques interdit tout rapport avec l'extérieur. L'expédition quitte donc le Japon sous un échec diplomatique total, mais non sans avoir cartographié le port de Nagasaki, puis elle retourne au Kamtchatka et se rend à Sakhaline. Après avoir franchi le détroit de La Pérouse, les frégates se rendent aux îles Kouriles pour les cartographier.
La Nadejda et la Néva mettent ensuite le cap sur les mers du Sud, reconnaissant les îles Gilbert, puis remontent vers les côtes chinoises. Le chemin du retour passe par le détroit de la Sonde, puis le cap de Bonne-Espérance et Sainte-Hélène. La Nadejda arrive à Kronstadt le 30 août 1806, après avoir longé l'Écosse par le nord pour éviter la Manche, la France napoléonienne étant alors en guerre avec l'Angleterre et la Russie.
La Nadejda est louée à l'automne 1808 par un marchand américain, D. Martin, pour transporter des marchandises de la Compagnie Russo-Américaine de Kronstadt à New York, mais le navire heurte en décembre 1808 un iceberg au-delà du Danemark et coule.